# Phobetus chearyi
Phobetus chearyi är en skalbaggsart som beskrevs av Hardy 1973. Phobetus chearyi ingår i släktet Phobetus och familjen Melolonthidae. Inga underarter finns listade i Catalogue of Life.